# 夏尔-伊雷内·卡斯特尔·德·圣皮埃尔
夏尔-伊雷内·卡斯特尔·德·圣皮埃尔（法語：Charles-Irénée Castel de Saint-Pierre，法語發音：[ʃaʁl iʁene kastɛl də sɛ̃ pjɛʁ]，1658年2月18日—1743年4月29日）是法國作家、外交官、法兰西学术院院士，也是啟蒙思想的先驅。聖皮耶可能是最早主張創設國際組織以維持和平的人，以出席烏特勒支和會的經驗提出「永久和平」，其思想影響了盧梭、康德。主張多元會議制（polysynody），批判路易十四的專制政治，因而被法蘭西學院除名。

## 著作一覽
- 永久和平計畫，1713
- 多元會議制，1719

## 外部連結
- 维基共享资源上的相關多媒體資源：夏尔-伊雷内·卡斯特尔·德·圣皮埃尔